# 1–2 Rhu

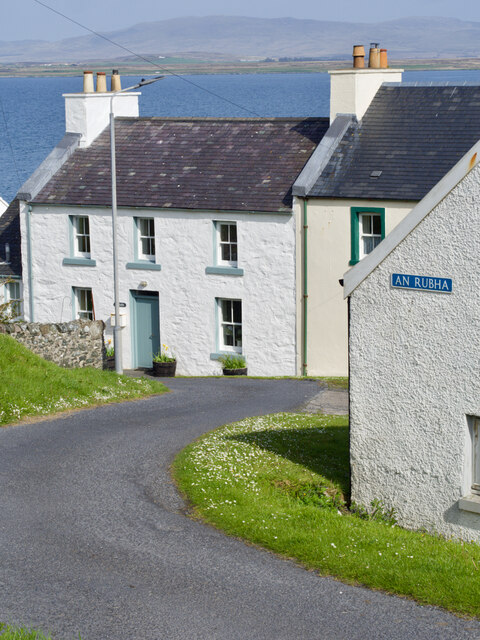
2 Rhu und rechts Teile von 1 Rhu

Unter der Adresse 1–2 Rhu in der schottischen Stadt Port Charlotte auf der Hebrideninsel Islay finden sich zwei Wohnhäuser. Die Gebäude stehen östlich des Stadtzentrums in der kurzen Straße Rhu nur wenige Meter von der felsigen Küste von der Bucht Loch Indaal, an die sich Port Charlotte schmiegt, entfernt. Am 20. Juli 1971 wurden die Gebäude als Ensemble in die schottischen Denkmallisten in der Kategorie B aufgenommen. Die Hausnamen der beiden Gebäude sind Mclelland und Dick.

## Beschreibung
Die beiden Gebäude wurden im frühen 19. Jahrhundert in geschlossener Bauweise entlang der Straße Rhu erbaut. Ein genaueres Baudatum ist nicht überliefert, es liegt jedoch nahe, dass Walter Frederick Campbell, der Laird von Islay, sie um das Jahr 1830 erbauen ließ, als er die Siedlung Port Charlotte entwickelte. Beide Häuser sind ähnlich konzipiert und in traditioneller Bauweise gebaut. Sie besitzen mittig eine Eingangstür, die symmetrisch von fünf Fenster umgeben ist. Auf dem Obergeschoss sitzt ein Satteldach auf, das mit Schieferschindeln gedeckt ist. Das nördlich gelegene Haus Dick verfügt zusätzlich über einen kleinen Anbau mit Satteldach, der ebenfalls entlang der Rhu verläuft. Die rückwärtigen Grundstücksflächen reichen bis zur Felsküste, wobei das nördliche Gebäude, das nur wenige Meter von der Küste getrennt ist, ein kleineres Grundstück besitzt. Ungewöhnlicherweise sind die Fassaden nicht in der traditionellen Harling-Technik verputzt. Da rückwärtig keine weiteren Gebäude vorhanden sind, sind die beiden Wohnhäuser von der Wasserseite aus gut sichtbar.